# Lalla Abla-moskee
De Lalla Abla-moskee, ook bekend als de Havenmoskee, is een moskee in de havenstad Tanger, in het noorden van Marokko, voltooid in 2017 en ingewijd door koning Mohammed VI in juli 2018. Het verving een kleinere moskee op een nabijgelegen locatie, ook wel bekend als de Havenmoskee.
Het is vernoemd naar Mohammed VI's grootmoeder Lalla Abla bint Tahar, in navolging van de toewijding 35 jaar eerder van de Mohammed V-moskee in Tanger aan de echtgenoot van Lalla Abla en de grootvader van Mohammed VI.
De moskee beslaat een perceel van 5.712 vierkante meter, op een prominente locatie aan de vissershaven van Tanger, die een paar weken eerder in juni 2018 door Mohammed VI werd ingehuldigd. De moskee biedt plaats aan ruim 1.900 gelovigen, in twee aparte gebedsruimtes voor mannen en vrouwen.